# 파르잔야
파르잔야(산스크리트어: पर्जन्य)는 베다에서 비, 천둥, 번개의 신이자 땅을 비옥하게 하는 신이다. 하늘과 천국의 베다 신인 인드라의 또 다른 별칭이기도 하다.

## 설명
파르잔야는 젖통이고 번개는 소의 젖꼭지라고 가정하므로 비는 그녀의 우유를 나타낸다. 또한 그는 때때로 우월한 인드라에 의해 조종되는 소로 간주된다. 천둥은 그의 포효이다. 장마철에 무럭무럭 자라는 화살이나 갈대의 아버지이다. 그는 또한 시인의 보호자이자 살을 먹는 불의 적으로 간주된다.

## 의미
바만 쉬브람 아프테가 저술한 1965년 산스크리트어–영어 사전에 따르면 파르잔야의 의미는 다음과 같다.
- 비구름, 천둥구름, 일반적으로 구름;
- 비(바가바드 기타 3장 14절의 슬로카에서 언급됨);
- 비의 신(데바) 즉 인드라.

## 찬가에서
비의 선물을 보내신 하늘의 아들 파르잔야를 찬양하여라. 그가 우리의 목초지를 제공하기를.

파르잔야는 키네, 암말, 땅의 식물, 그리고 생명의 싹인 여성을 형성하는 신이다.
 
향긋한 주스가 풍부한 제물을 그의 입에 부어라: 그가 우리에게 영원히 음식을 주기를.

리그베다의 두 찬가 5.83과 7.101은 파르잔야에게 헌정되었다. 베다 산스크리트어에서 파르잔야는 "비" 또는 "비구름"을 의미한다. 비의 축복을 불러일으키기 위해 파르잔야에게 바쳐진 기도는 아타르바베다에 언급되어 있다. 파르잔야는 또한 다섯 번째 만반타라의 사프타리쉬 중 한 명이었다. 그는 12아디티야 중 하나로 비슈누 푸라나에 따르면 카르티크 달의 수호자이며, 하리밤사에 따르면 그는 리쉬이자 간다르바이다.

## 다른 신들과 관련하여
파르잔야는 슬라브 신화의 페룬, 리투아니아 신화의 페르쿠나스, 핀란드 신화의 페르켈레와 같은 다양한 다른 인도유럽 신들과 동일시된다.